# Петуховка (Гомельская область)
Петуховка (бел. Петухоўка) — посёлок в Ветковском горсовете Ветковского района Гомельской области Белоруссии.
В результате катастрофы на Чернобыльской АЭС и радиационного загрязнения жители (25 семей) переселены в 1991 году в чистые места.

## География
В 18 км на северо-восток от Ветки, 39 км от Гомеля.
Основан в начале XX века переселенцами из соседних деревень. В 1926 году в Бартоломеевском сельсовете Ветковского района Гомельского округа. В 1931 году жители вступили в колхоз. Во время Великой Отечественной войны 12 жителей погибли на фронте. В 1959 году входил в состав совхоза «Высокоборский» (центр — деревня Бартоломеевка).
Через посёлок проходит мелиоративный канал.
На востоке граничит с лесом.

## Население
- 1926 год — 19 дворов, 116 жителей.
- 1940 год — 36 дворов, 146 жителей.
- 1959 год — 145 жителей (согласно переписи).
- 1991 год — жители (25 семей) переселены.
- 2010 год — жителей нет.

## Транспортная сеть
Транспортные связи по просёлочной, затем автомобильной дороге Светиловичи — Ветка. Планировка состоит из прямолинейной улицы, ориентированной с юго-запада на северо-восток. Застройка двусторонняя, деревянная, усадебного типа.